# 896
| Calendário gregoriano                                                        | 896 DCCCXCVI                                         |
| Ab urbe condita                                                              | 1649                                                 |
| Calendário arménio                                                           | 345 – 346                                            |
| Calendário bahá'í                                                            | -948 – -947                                          |
| Calendário budista                                                           | 1440                                                 |
| Calendário chinês                                                            | 3592 – 3593 Início a 20 de janeiro (aproximadamente) |
| Calendário copta                                                             | 612 – 613                                            |
| Calendário etíope                                                            | 888 – 889                                            |
| Calendários hindus - Vikram Samvat - Calendário nacional indiano - Cáli Iuga | 951 – 952 817 – 818 3996 – 3997                      |
| Calendário Holoceno                                                          | 10896                                                |
| Calendário islâmico                                                          | 283 – 284                                            |
| Calendário judaico                                                           | 4656 – 4657                                          |
| Calendário persa                                                             | 274 – 275                                            |
| Calendário rúnico                                                            | 1146                                                 |
| Calendário solar tailandês                                                   | 1439                                                 |

896 (DCCCXCVI, na numeração romana) foi um ano bissexto do século IX do Calendário Juliano, da Era de Cristo, teve início a uma quinta-feira e terminou a uma sexta-feira e as suas letras dominicais foram D e C (53 semanas).
No território que viria a ser o reino de Portugal estava em vigor a Era de César que já contava 934 anos.
| Ano completo                           |
| -------------------------------------- |
| Ano bissexto com início à quinta-feira |

## Eventos
- 22 de Maio - É eleito o Papa Estêvão VII

## Mortes
- 4 de Abril - Papa Formoso
- 26 de Abril - Papa Bonifácio VI